# Општина Мерошина
Општина Мерошина је општина у Нишавском округу у југоисточној Србији. По подацима из 2002. општина заузима површину од 193 km². Главно насеље у општини је Мерошина, док је највеће насеље Баличевац. Према прелиминарним подацима са последњег пописа 2022. године у општини је живело 11.873 становника (према попису из 2011. било је 13.968 становника).
Општина Мерошина се на северу граничи са Општином Алексинац, на истоку градском општином Палилула и градском општином Црвени Крст Града Ниша, Дољевцем и Житорађом на југу и општином Прокупље на западу.

## Месне заједнице
- МЗ Азбресница
- МЗ Балајнац
- МЗ Дешилово
- МЗ Доња Расовача
- МЗ Мерошина
- МЗ Облачина
- MЗ Рожина
- МЗ Градиште
- МЗ Баличевац
- МЗ Јовановац
- МЗ Дудулајце
- МЗ Биљег
- МЗ Крајковац
- МЗ Падина
- МЗ Кованлук
- МЗ Лепаја
- МЗ Брест
- МЗ Батушинац
- МЗ Александрово
- МЗ Девча
- МЗ Горња Девча
- МЗ Чубура
- МЗ Арбанасце
- МЗ Југбогдановац
- МЗ Облачинско Језеро
- МЗ Костадиновац
- МЗ Горња Расовача
- МЗ Бучић

## Демографија
| Етнички састав према попису из 2011.‍ | Етнички састав према попису из 2011.‍ | Етнички састав према попису из 2011.‍ | Етнички састав према попису из 2011.‍ | Етнички састав према попису из 2011.‍ |
| ------------------------------------ | ------------------------------------ | ------------------------------------ | ------------------------------------ | ------------------------------------ |
|                                      |                                      |                                      |                                      |                                      |
| Срби                                 | Срби                                 |                                      | 13.094                               | 93,74%                               |
| Роми                                 | Роми                                 |                                      | 736                                  | 5,27%                                |
| остали                               | остали                               |                                      | 168                                  | 0,99%                                |